# ویکی‌پدیای اویغوری
ویکی‌پدیای اویغوری (به اویغوری: ئۇيغۇرچە ۋىكىپېدىيە) نسخهٔ زبان اویغوری وبگاه ویکی‌پدیا است.  ویکی‌پدیای زبان اویغوری در فوریه ۲۰۰۹ دارای حدود ۴۳۰ مقاله و ۱۰۰۰ کاربر ثبت‌نام کرده بود. شمار مقالات آن در ۲۸ آوریل ۲۰۲۱ به ۵٬۰۴۶ عدد رسید.
این ویکی‌پدیا دارای دو خط لاتین و عربی اصلاح‌شده‌است.